# Alain Carron de La Carrière
Pour les articles homonymes, voir Carron et Carrière.
Alain Carron de La Carrière, né le 1er juin 1932 et mort le 7 mai 2016, est un prêtre dominicain, producteur-animateur de radio et producteur de télévision français.

## Biographie
Alain Carron de La Carrière est né le 1er juin 1932. Fils de Jean-Baptiste Caron de La Carrière (1901-1965), inspecteur chez Air France et de Marie-Françoise Parmentier, il a un frère Guy Carron de La Carrière (1929-2013), fonctionnaire international et économiste. Les Carron de La Carrière sont une famille de robe originaire de Rennes. Il a passé son enfance à Saint-Germain dans un hôtel particulier loué aux héritiers du commandant Georges Jourdain du Thieulloy mort en 1938, fait sa scolarité à l'école Saint-Érembert et eu comme aumônier scout l'abbé Pierre de Porcaro. Il déclare à propos de ce dernier : « C'est une figure qui marque une vie. Je me souviens de son sourire quand, à 13 ans, je lui ai confié mon désir de devenir prêtre. Peu après, il a été déporté à Dachau où il est mort en 1944. »
Entré chez les Dominicains le 24 octobre 1955, à l'âge de 22 ans, Alain Carron de La Carrière est ordonné prêtre le 8 juillet 1962. Au lendemain des évènements de mai 68, il se voit confier la responsabilité de l'aumônerie catholique des étudiants de Lille. En 1972, il se rend au Cameroun pour remettre au clergé africain la direction du Centre international catholique. Il retourne en France en 1974.
Attiré par les médias dès son plus jeune âge, le frère Carron de La Carrière crée la première émission catholique télévisée pour enfants dans le cadre du Jour du Seigneur, en 1977. Durant 23 ans, il travaille comme producteur à FR3 puis à RFO. De 1987 à 2007, il est producteur à Radio France, chargé de la diffusion des messes et des Conférences de Carême, dont il exerce également la charge de commentateur sur France Culture. Il collabore aussi à KTO et à Radio Notre Dame. Parallèlement, il est l'un des accompagnateurs d'Ichtus Voyages, une agence spécialisée dans l'organisation de pèlerinages.
En 2007, le père Carron de La Carrière prend sa retraite et affirme que « l'appel de Dieu est plus fort que celui de l'audiovisuel ». Il est alors remplacé, en tant qu'animateur et producteur sur France Culture, par le frère Éric-Thomas Macé. Son aventure radiophonique ne se termine pas pour autant, puisqu'il devient consultant pour Radio Notre-Dame. À Pâques 2015, il est victime d'un accident vasculaire cérébral. Il meurt le 7 mai 2016.

## Distinctions
- Officier de l'Ordre des Arts et des Lettres[7].
- Chevalier de la Légion d'honneur depuis 2009[8].
- Chevalier de l'Ordre national du mérite.